# Sheldonia
Sheldonia is een geslacht van weekdieren uit de klasse van de Gastropoda (slakken).

## Soorten
- Sheldonia monsmaripi Herbert, 2016
- Sheldonia trotteriana (Benson, 1848)
- Sheldonia wolkbergensis Herbert, 2016